# Casín (fromage)
Le casín, ou queso casín, est un fromage espagnol fabriqué dans les Asturies. Il s'agit d'un fromage au lait de vache cru et entier. Il bénéficie d'une appellation d'origine protégée depuis 2011. La particularité de sa fabrication consiste en l'ajout d'une ou plusieurs étapes de pétrissage.

## Description
Le casín est un fromage à pâte pétrie, mi-dure ou dure se présentant sous forme de disques irréguliers de 10 à 20 cm de diamètre et de 4 à 7 cm de hauteur, pesant entre 250 g et 1 kg. La face supérieure est souvent décorée de motifs floraux ou géométriques. La pâte est ferme, friable et de couleur jaunâtre, de texture crémeuse en bouche. La croûte est très fine, quasiment inexistante. Le goût, variable selon le pétrissage de la pâte et l'affinage, est fort voire piquant, pouvant rappeler le goût du beurre rance, avec un arrière gout légèrement amer. Les fromages moins pétris ont un goût plus atténué. Le casín a une teneur en matière grasse d'au moins 45 % sur extrait sec et une teneur en protéine d'au moins 35 % sur extrait sec.

## Fabrication
Le casín est produit au sud est de la communauté autonome des Asturies, en Espagne, dans les communes de Caso, Sobrescobio et Piloña. Le lait doit provenir de ces villages et être produit par des vaches de race asturiana de la Montaña (ou Casina), asturiana de los Valles, frisonne ou issues de leurs croisements. L'alimentation du bétail, principalement du pâturage, doit provenir de la région de production (des exceptions sont permises en cas de pénurie).
Le lait, cru et entier, est d'abord caillé grâce à l'ajout de présure (ou autre coagulant d'origine animale) auquel est ajouté des ferments et du chlorure de calcium. Cette opération de caillage, réalisée à une température comprise entre 30 et 35°C, dure environ 45 minutes. Après quoi, le caillé est découpé, brassé puis laissé reposer au moins 10 minutes. Il est ensuite égoutté sur des toiles durant trois jours à une température de 15 à 20°C. C'est pendant cet égouttage que débute la fermentation lactique. Le caillé est ensuite salé et pétri dans une machine à pétrir. La pâte est ensuite façonnée en pyramides tronquées appelés gorollos, et stockée de cinq jours à deux semaines à une température allant de 15 à 20°C. Cette dernière étape (pétrissage et repos) peut être éventuellement être répétée plusieurs fois selon les caractéristiques qu'on souhaite obtenir. Plus il y a de pétrissages, plus la pâte sera fine et homogène, plus le goût sera fort, et mieux le fromage se conservera. Après cela, les gorollos sont écrasés de façon à former des disques qui sont ensuite estampillés sur leurs faces supérieures d'un motif propre au fabricant, puis affiné. L'affinage se fait à une température allant de 8 à 10ºC et à 80 % d'humidité. Il dure au moins deux mois, durant lesquels les casíns sont régulièrement retournés et nettoyés. Chaque fromage est emballé avant d'être vendu.

## Histoire
Des sources historiques évoquent la production de fromage de cette région dès le XIVe siècle. En 1900, il est cité comme l'un des fromages les plus réputés de la région des Asturies. Il bénéficie d'une denominación de origen espagnole depuis 2006 et d'une appellation d'origine protégée à l'échelle européenne depuis 2011.

## Particularité
La particularité du casín est le pétrissage du caillé après l'égouttage. À la différence des fromages à pâtes filées, ce caillé n'est pas chauffé lors du pétrissage, ce qui fait qu'il ne file pas comme c'est le cas lors de la fabrication de fromages à pâtes filés tels que le ragusano ou la mozzarella. Ce fromage se rapproche donc d'un fromage à pâte pressée non cuite, pour lequel l'étape du pressage est remplacé par un pétrissage.